# Richard Reckewerth

Richard Reckewerth

Richard Reckewerth (* 22. August 1897 in Oker, Herzogtum Braunschweig; † 19. Juli 1970 in Altenau, Landkreis Zellerfeld) war ein deutscher Politiker (NSDAP).

## Leben und Wirken
Nach dem Besuch der Volksschule ergriff Reckewerth den Beruf eines Forstbeamten. Von 1914 bis 1918 nahm er als Kriegsfreiwilliger am Ersten Weltkrieg teil, in dem er an der Westfront kämpfte und zweimal verwundet wurde. Im Krieg wurde er mit dem Eisernen Kreuz II. Klasse und dem Braunschweigischen Verdienstkreuz ausgezeichnet.
Von 1919 bis 1921 gehörte Reckewerth dem Bataillon Petri an. Im März 1920 nahm er am Kapp-Putsch teil, wobei nicht ganz klar ist, ob mit seiner Stamm- oder einer anderen Einheit. Danach beteiligte er sich mit dem Freikorps Hasse an den deutsch-polnischen Grenzkämpfen in Oberschlesien. Anschließend begann er sich in Kreisen der extremen politischen Rechten zu betätigen: Von 1922 bis 1923 war er Führer im Stahlhelm, Bund der Frontsoldaten. 1923 trat Reckewerth in die NSDAP ein und schloss sich der neu gegründeten Partei wieder zum 30. Juli 1925 an (Mitgliedsnummer 11.711). 1924 bis 1927 war er Führer beim Frontbann und der SA in Naumburg (Saale). 1928 begann er, Aufgaben in der Hitler-Jugend (HJ) zu übernehmen.
Nach 1933 war Reckewerth Führer des HJ-Gebietes Mittelland und Beauftragter des Reichsjugendführers für die Provinz Sachsen. Reckewerth wurde innerhalb der HJ 1943 zum Obergebietsführer. Außerdem war er Stadtrat von Halle (Saale) und Mitglied der Arbeitskammer Halle. In dieser Zeit ließ er ein nach ihm benanntes Heim beim Schloss Rammelburg errichten.
Von März 1936 bis zum Ende der NS-Herrschaft im Frühjahr 1945 saß Reckewerth als Abgeordneter für den Wahlkreis 18 (Merseburg) im nationalsozialistischen Reichstag. Reckewerth war Mitglied des Volksgerichtshofes und als solcher im Prozess vor dem 2. Senat des Volksgerichtshofes am 2. Dezember 1944 am Todesurteil gegen den Sonneberger Arbeiter Adolf Wicklein beteiligt.